# Argulus giordanii
Argulus giordanii is een visluizensoort uit de familie van de Argulidae. De wetenschappelijke naam van de soort is voor het eerst geldig gepubliceerd in 1959 door Brian.